# 沙波瓦利夫卡 (科諾托普區)
51°10′21″N 33°7′37″E / 51.17250°N 33.12694°E
沙波瓦利夫卡（烏克蘭語：Шаповалівка）是位於烏克蘭東北部的村莊，由蘇梅州科諾托普區的波皮夫卡市鎮負責管轄。該村處於庫基爾卡河畔，距離舍夫琴科韋10公里，海拔高度153米，2001年人口815。